# Terry Gross
Terry Gross est une journaliste et auteure américaine née le 14 février 1951 à New York. Elle est la présentatrice et la coproductrice de Fresh Air, une émission de radio d'interviews produite par WHYY-FM à Philadelphie distribuée nationalement par NPR. Depuis 1975, Terry Gross a interviewé plus d'un millier d'invités.

## Biographie

### Jeunesse
Terry Gross est née à Brooklyn et grandit dans la banlieue de la baie de Sheepshead. Elle est le deuxième enfant de Anne Abram, une sténographe et d'Irving Gross qui travaille dans une entreprise familiale de chapellerie, où il vend du tissu au modistes,. Elle grandit dans une famille juive et tous ses grands-parents sont des immigrés, du côté de son père ils viennent de Tarnów en Pologne, et du côté de sa mère de l'Empire russe.

### Vie privée
Alors que Terry Gross est à l'université à la fin des années 1960, elle est mariée pendant environ une année à un homme qu'elle connaît depuis le lycée et avec lequel elle vit déjà. Elle abandonne l'université au cours de sa deuxième année pour faire de l’auto-stop avec lui à travers le pays avant leur mariage. Elle obtient le divorce au moment où elle commence sa carrière à la radio, en 1973.
Elle est mariée avec Francis Davis, un ancien critique de jazz pour The Village Voice, depuis 1994. Ils sont ensemble depuis 1978. Ils habitent à Philadelphie en Pennsylvanie et n'ont pas d'enfant, un choix délibéré de leur part,.

## Œuvres

### Livres
- (en) Terry Gross, All I Did Was Ask: Conversations with Writers, Actors, Musicians, and Artists, New York, Hyperion, 2004 (ISBN 978-1-401-30010-4, OCLC 54459942).

### Audios
- Terry Gross, Fresh Air on Stage and Screen, Washington, D.C., National Public Radio, 1996-1998 (ISBN 978-0-966-46051-3, OCLC 41434003).
  - Casette no 1 : Mel Brooks, Nicolas Cage, Michael Caine, Francis Ford Coppola, Robert Duvall, Laurence Fishburne, Ed Harris, Jeremy Irons, Nathan Lane, Mercedes McCambridge, Wallace Shawn et André Gregory.
  - Cassette no 2 : Andre Braugher, Divine, Faye Dunaway, Clint Eastwood, Dennis Franz, Audrey Hepburn, Dennis Hopper, Samuel L. Jackson, Harvey Keitel et Tracey Ullman.
- Terry Gross, Fresh Air on Stage and Screen. Vol. 2, Washington, D.C., National Public Radio, 2000 (ISBN 978-0-966-46053-7, OCLC 49194657).
  - David Chase, John Cusack, Catherine Deneuve, Peter Fonda, Gene Hackman, Uta Hagen, Werner Herzog, Dustin Hoffman, Anjelica Huston, Samuel L. Jackson, David Mamet, Bill Murray, Diane Keaton, Al Pacino, Sidney Poitier, Clarence Williams III et James Woods.
- Terry Gross, Fresh Air with Terry Gross [Terry Gross Interviews 21 Stars of Comedy], Philadelphie, WHYY-FM, 2003-2004 (ISBN 978-1-565-11919-2, OCLC 317883413).
  - Disque no 1 : Ahmed Ahmed, Maz Jobrani, Al Franken, Bill Maher, Conan O'Brien, Richard Pryor, Martin Short et Tracey Ullman.
  - Disque no 2 : Richard Belzer, Drew Carey, Larry David, Carol Leifer, Jon Lovitz, Colin Quinn et Chris Rock.
  - Disque no 3 : Phyllis Diller, Jay Leno, Jackie Mason, Bob Newhart, Joan Rivers et Henny Youngman.
- Terry Gross, Fresh Air with Terry Gross [Terry Gross Interviews 11 Stars of Stage & Screen], Minneapolis, HighBridge, 2007-2014 (ISBN 978-1-598-87069-5, OCLC 893037211).
  - Dave Chappelle, George Clooney, Stephen Colbert, David Cronenberg, Tim Curry, Jodie Foster, Lisa Kudrow, CCH Pounder, Thelma Schoonmaker, Billy Bob Thornton et Robin Williams.
- Terry Gross, Fresh Air with Terry Gross. Faith, Reason & Doubt, Minneapolis, HighBridge, 2008 (ISBN 978-1-598-87533-1, OCLC 154744053).
  - Disque no 1 : Karen Armstrong, Pastor John Hagee, Tim LaHaye, Julia Sweeney et Michael Wex.
  - Disque no 2 : Richard Dawkins, Francis Collins, Barbara Brown Taylor, Steven Waldman et Shalom Alexander.
  - Disque no 3 : Akbar Ahmed, James H. Cone, Khaled Abou El Fadl, Reynolds Price et Gene Robinson.
- Terry Gross, Fresh Air with Terry Gross Funny People: More Interviews with Stars of Comedy, Minneapolis, HighBridge, 2010 (ISBN 978-1-598-87897-4, OCLC 464583118).
  - Aziz Ansari, Mike Judge, Trey Parker, Matt Stone, Sarah Silverman, Will Ferrell, Denis Leary, Sacha Baron Cohen, Stephen Colbert, Mort Sahl, George Carlin, Don Rickles, Tina Fey, Tracy Morgan, Joan Rivers, Steve Martin, Billy West et Woody Allen.

## Filmographie
- 1991 : For Hire : la secrétaire
- 1992 : The Last Riders : le fille au club
- 2008-2019 : Les Simpson : elle-même (2 épisodes)
- 2011 : Le Complexe du castor : elle-même
- 2012 : Fresh Air 2: 2 Fresh 2 Furious : elle-même
- 2012 : This American Life Live!
- 2016 : BoJack Horseman : la sonnerie de Diane (1 épisode)
- 2017 : Clarence : Deborah Cooper (1 épisode)
- 2018 : This Is Us : elle-même (1 épisode)
- 2018 : House of Cards : elle-même (1 épisode)
- 2019 : The Fancies : Pam
- 2020-2021 : The Fungies : Pam (13 épisodes)
- 2021 : Les Bouchetrous : Bomb